# Verrucaria inornata
Verrucaria inornata är en lavart som beskrevs av Servít. Verrucaria inornata ingår i släktet Verrucaria och familjen Verrucariaceae.   Inga underarter finns listade i Catalogue of Life.